# Byers (Colorado)
Byers é uma Região censo-designada localizada no estado americano de Colorado, no Condado de Arapahoe.

## Demografia
Segundo o censo americano de 2000, a sua população era de 1233 habitantes.

## Geografia
De acordo com o United States Census Bureau tem uma área de 
11,1 km², dos quais 11,1 km² cobertos por terra e 0,0 km² cobertos por água. Byers localiza-se a aproximadamente 1586 m acima do nível do mar.

## Localidades na vizinhança
O diagrama seguinte representa as localidades num raio de 56 km ao redor de Byers. 